# Rhonda Smith
Rhonda Smith est une bassiste canadienne, surtout connue pour son travail avec Prince et Jeff Beck.

## Biographie
Smith est née à Halifax, en Nouvelle-Écosse, au Canada. Sa famille déménage à Montréal quand elle est enfant. Elle et ses trois frères et sœurs sont encouragés à jouer de la musique et elle commence à jouer du cor de baryton, des claviers, de la guitare et ensuite de la basse électrique. Lorsqu'elle a 11 ans, son frère ramène une basse électrique à la maison et lui interdit d'y toucher. Rhonda Smith indique que c'est cela qui l'a motivée à démarrer cet instrument.
En plus de suivre une formation classique privée à la contrebasse, Smith  fréquente l'université McGill à Montréal pour étudier l'interprétation jazz. Après avoir acquis une certaine expérience de la scène rock locale, elle travaille ensuite avec les artistes canadiens Claude Dubois, Daniel Lavoie, Robert Charlebois et James Blovin. Elle remporte un prix Juno du Meilleur album de jazz contemporain, pour son travail avec Jim Hillman et The Merlin Factor,.
Alors qu'elle assiste à une convention musicale en Allemagne, Smith rencontre Sheila E. et lui donne un dossier de presse après avoir appris que Prince formait un nouveau groupe. Deux mois plus tard, Prince l'appelle et Smith se rend à Paisley Park pour enregistrer l'album Emancipation. Smith enregistre et tourne avec Prince pendant près de 10 ans. Elle a également travaillé avec Chaka Khan, Beyoncé, TI, Erykah Badu, Lee Ritenour, Jeff Beck et Terri Lyne Carrington.
En 2000, elle sort son premier disque solo, Intellipop.
En 2009, elle joue avec Prince au Festival de jazz de Montreux. Elle réitère cette expérience en 2022 avec Jeff Beck et Johnny Depp.

## Discographie
- Intellipop (2000)
- RS2 (2006)
- Won't come back (2021)
- Won't come back Remix avec TROY NoKA (2022)[7]

Avec New Power Generation
- Newpower Soul (1998)